# Abdallah Mohamed Kamil

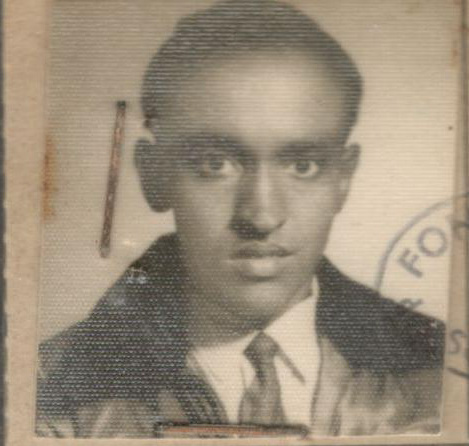
Abdallah Mohamed Kamil (1964)

Abdallah Mohamed Kamil (* 1936 in Obock) ist ein dschibutischer Politiker. Er bekleidete vom 5. Februar 1978 bis zum 2. Oktober 1978 das Amt des Premierministers. 
Vor der Unabhängigkeit Dschibutis im Jahr 1977 war er Vize-Präsident und vom 29. Juli 1976 bis zum 18. Mai 1977 Präsident des Regierungsrats. Er war Außenminister und Nachfolger von Ahmed Dini Ahmed, nachdem dieser das Amt des Premierministers niedergelegt hatte. Er behielt hierbei das Amt des Außenministers und wurde zudem Verteidigungsminister des Landes. Der damalige Präsident Hassan Gouled Aptidon entließ seine Regierung am 21. September 1978 und bestimmte Barkat Gourad Hamadou als Kamils Nachfolger.